# 1748 Mauderli
Mauderli (asteróide 1748) é um asteróide da cintura principal, a 3,042194 UA. Possui uma excentricidade de 0,2268832 e um período orbital de 2 851,08 dias (7,81 anos).
Mauderli tem uma velocidade orbital média de 15,01487938 km/s e uma inclinação de 3,29583º.
Esse asteróide foi descoberto em 7 de Setembro de 1966 por Paul Wild.